# Jean-Charles Pellerin
Pour les articles homonymes, voir Pellerin.
Jean-Charles Pellerin (1756-1836) est un dessinateur, illustrateur et imprimeur français. Il est célèbre pour les images d'Épinal qu'il compose dès la Révolution et qu'il imprime lui-même à partir de 1800 dans son établissement, l'Imagerie Pellerin.
L'Imagerie Pellerin connaît son heure de gloire en publiant de nombreuses planches de paper dolls, poupées de mode à découper, créées par les Anglais et imprimées sur papier avec une garde-robe amovible se fixant à la figurine par des pattes repliables.
Ses images connaissent un succès considérable dans toute la France. Sous la Restauration, il se retire des affaires et laisse la direction de son entreprise à son fils Nicolas.

## Biographie

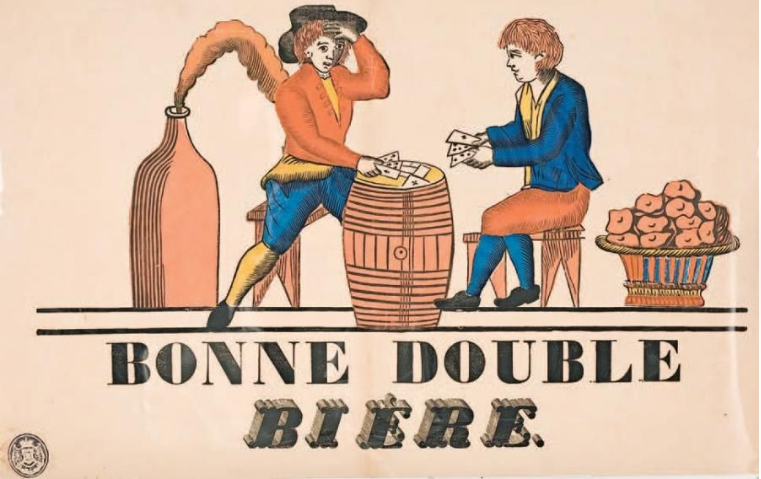
Affichette publicitaire, Bonne Double Bière, vers 1810.

Fils de Nicolas Pellerin, un « maître-cartier », c’est-à-dire fabricant de cartes à jouer, d'Épinal, originaire de Mauvages dans la Meuse, Jean-Charles Pellerin naît à Épinal en 1756.
Succédant à son père, il prend en 1773 la direction de la « Fabrique de Pellerin ». À partir de 1796, après avoir été horloger, il étend son activité et crée l'« Imagerie Pellerin », à partir de la gravure sur bois colorée au pochoir. Il fait, dès 1800, d'une entreprise au départ artisanale, une véritable industrie imagière, qui prend ensuite le nom d'Imagerie d'Épinal. Il produit des images religieuses ou pour almanachs, ou sur des thèmes d'actualité, des faits d'armes, légendes, contes… Ces images sont alors colportées de ville en ville.
Il cède son activité en 1822 à son fils Nicolas Pellerin, né en 1793, et à son gendre Pierre-Germain Vadet, qui vont délaisser à partir de 1840 la gravure sur bois au profit de la lithographie. L'affaire est ensuite reprise par le fils du premier, Charles-Nicolas Pellerin (1827-1887) à partir de 1853, et l'imprimerie emploie alors 66 ouvriers, puis 140 en 1860.

## Hommages
Une rue d’Épinal porte son nom.